# José Desmarets
José Desmarets (* 16. September 1925 in Schaerbeek/Schaarbeek, Belgien; † 9. August 2019 in Uccle) war ein belgischer Politiker.

## Biografie
Josés Vater Léon Desmarets war Mitglied im belgischen Widerstand gegen den Nationalsozialismus. Ab November 1943 versteckten Léon und José Desmarets den Juden Michel Vindsberg für mehrere Monate bei sich zuhause. Nachdem Anfang 1944 ein Mitwisser verhaftet worden war, wurde der Aufenthalt für den Versteckten zunehmend unsicher, weshalb José Desmarets ihn zu einem anderen, sichereren Versteck brachte. Für seinen Einsatz zur Rettung Vindsberg vor dem Holocaust wurden Vater und Sohn Desmarets 1982 von der israelischen Holocaustgedenkstätte Yad Vashem als Gerechte unter den Völkern ausgezeichnet.
Desmarets studierte nach dem Schulbesuch Rechtswissenschaften und schloss dieses Studium mit einer Promotion zum Doktor der Rechtswissenschaften ab. Anschließend absolvierte er ein Postgraduiertenstudium der Politik- und Sozialwissenschaften und beendete dieses mit einem Lizenziat.
Seine politische Laufbahn begann er mit der Wahl zum Mitglied des Gemeinderates von Uccle/Ukkel, einer der 19 Gemeinden der Region Brüssel-Hauptstadt. Später war er Beigeordneter (Schepen) der Stadt.
1971 wurde er als Kandidat der Parti social chrétien (PSC) zum Mitglied der Abgeordnetenkammer gewählt. In dieser vertrat er bis 1985 die Interessen des Wahlkreises Arrondissement Brussel. Von 1985 bis 1987 war er Mitglied des Senats. Innerhalb der PSC gehörte er dem zur politischen Rechten zuzuordnenden konservativen Flügel CEPIC an.
Am 3. April 1979 wurde er von Premierminister Wilfried Martens zum Vizepremierminister und Verteidigungsminister in dessen Kabinett berufen. Im Rahmen einer Regierungsumbildung übergab er das Amt des Verteidigungsministers 1980 an Charles Poswick und wurde selbst kurzzeitig Wissenschaftsminister. Danach war er bis zum Ende von Martens’ Amtszeit am 6. April 1981 Vizepremierminister und Minister für Mittelstand und Planung.